# Шляховое (Николаевская область)
Шляховое (укр. Шляхове, до 2016 г. — Черво́ная Зи́рка) — село в Баштанском районе Николаевской области Украины.

## История
Основано в 1872 году.
В 1946 году указом ПВС УССР хутор Нейкарлсруэ переименован в Червоную Зирку.
Население по переписи 2001 года составляло 83 человека. Почтовый индекс — 56143. Телефонный код — 5158. Занимает площадь 0,21 км².

## Местный совет
56143, Николаевская обл., Баштанский р-н, с. Плющевка, ул. Центральная, 44